# 仲六鄉
仲六鄉（日语：／ Naka-rokugō */?）是東京都大田區的町名。現行行政地名為仲六鄉一丁目至仲六鄉四丁目。人口17,284人（2013年8月1日）。郵遞區號為144-0055。

## 地理
東至第一京濱，接大田區東六鄉。西至JR東海道本線，接大田區西六鄉。南至多摩川（六鄉川），接神奈川縣川崎市幸區。北鄰大田區蒲田本町。町域內住宅、中小企業（町工場）、商業區混雜。

## 歷史
1966年（昭和41年），仲六鄉與東六鄉一部分合併為現行的仲六鄉。

### 地名由來
因介於東六鄉與西六鄉之間而命名為「仲六鄉」。

## 交通
南北向京急本線通過町內，並設置雜色站、六鄉土手站。環八通蒲田郵便局前交差點往南下方向的三軒通，有JR蒲田站的路線巴士（京急巴士）。

## 設施
- 六鄉土手郵便局
- 大田仲六鄉郵便局
- 大田區立六鄉中學校
- 大田區立仲六鄉小學校
- 大田區立高畑保育園
- 東京幼稚園
- 宮本台綠地
- 六鄉高爾夫俱樂部
- 東陽院
- 北野神社（止め天神）

## 備註
1. ↑  .   [2013-08-25]. （原始内容存档于2014-02-18）.